# Clodoveo II
Clodoveo II detto il Fannullone ("Le Fainéant") (633 circa – autunno 657) è stato un re franco della dinastia dei Merovingi: regnò dapprima sulla Neustria e Borgogna, dal 639; con l'acquisizione dell'Austrasia, nel 657, per alcuni mesi fu il re di tutti i Franchi.

## Origini
Era l'unico figlio maschio del re dei Franchi Sali della dinastia merovingia, Dagoberto I e, secondo il cronista Fredegario, della sua seconda moglie, Nantechilde, di cui non si conoscono gli ascendenti.

## Biografia
Sempre il cronista Fredegario scrive che, nel dodicesimo anno di regno (633 circa), Dagoberto, dalla regina Nantechilde, ebbe un figlio chiamato Clodoveo.
Nel 639, alla morte del padre, Dagoberto I, dopo diciassette anni di regno, mentre l'Austrasia continuò a essere governata dal suo fratellastro, Sigeberto III, i regni di Neustria e di Borgogna furono ereditati dal figlio maschio di Naintechilde, Clodoveo, di soli sei anni. Essendo Clodoveo ancora minorenne, la reggenza venne esercitata dalla madre, Naintechilde, assieme al maggiordomo di palazzo di Neustria, Aega, che, nel 642 circa, morì, lasciando Nantechilde, unica reggente.
Ercinoaldo prese allora il posto di Aega come maggiordomo di palazzo di Neustria.
Nel 646, sempre secondo Fredegario, Clodoveo, assieme alla regina madre Naintechilde, nominarono Flaocado maggiordomo di palazzo di Burgundia.
Naintechilde morì in quello stesso anno e Ercinoaldo concentrò tutto il potere nelle sue mani, estromettendo Clodoveo II dal governo dello Stato.
Attorno al 650, Clodoveo sposò Batilde, che il continuatore anonimo di Fredegario definisce una donna di origine straniera (nella Vita Sanctæ Balthildis è definita di origine sassone), prudente ed elegante, che gli diede tre figli, Clotario, Teodorico e Childerico.
Nel 656, morì il re di Austrasia, Sigeberto III, e Grimoaldo, il maggiordomo di palazzo dal 643, proclamò re il proprio figlio, Childeberto, detto l'Adottato, in quanto era stato adottato da Sigeberto III, mentre il figlio che Sigeberto III aveva avuto dalla moglie Inechilde, Dagoberto II, fu fatto tonsurare e fu inviato in un monastero scozzese.
La nobiltà d'Austrasia si era ribellata a Grimoaldo e catturatolo consegnò l'usurpatore a Clodoveo II il quale lo mise in carcere a Parigi e lo condannò a morte. Grimoaldo fu fatto morire sotto tortura.
Giustiziato l'usurpatore, Clodoveo II si annetté il Regno d'Austrasia, così che per pochi mesi fu l'unico Re dei Franchi.
Clodoveo, sempre secondo il continuatore anonimo di Fredegario, continuò ad avere come maggiordomo di palazzo, Ercinoaldo e, negli ultimi anni di vita, uscì di senno e morì nel suo diciottesimo anno di regno (657), mentre, secondo gli Annales Marbacenses fu lussurioso, goloso e dedito al bere. Clodoveo venne sepolto nella basilica parigina di Saint-Denis.
Alla sua morte i Regni di Neustria e di Borgogna furono ereditati dal figlio primogenito, Clotario III, mentre Childeberto avrebbe continuato a regnare (per il Regum Merawingiorum Genealogiae regnò per sette anni) sull'Austrasia; l'usurpatore venne deposto e fatto giustiziare da Ebroino, maggiordomo di Clotario III, nel 662.

## Matrimoni e discendenza
Clodoveo da Batilde ebbe tre figli:

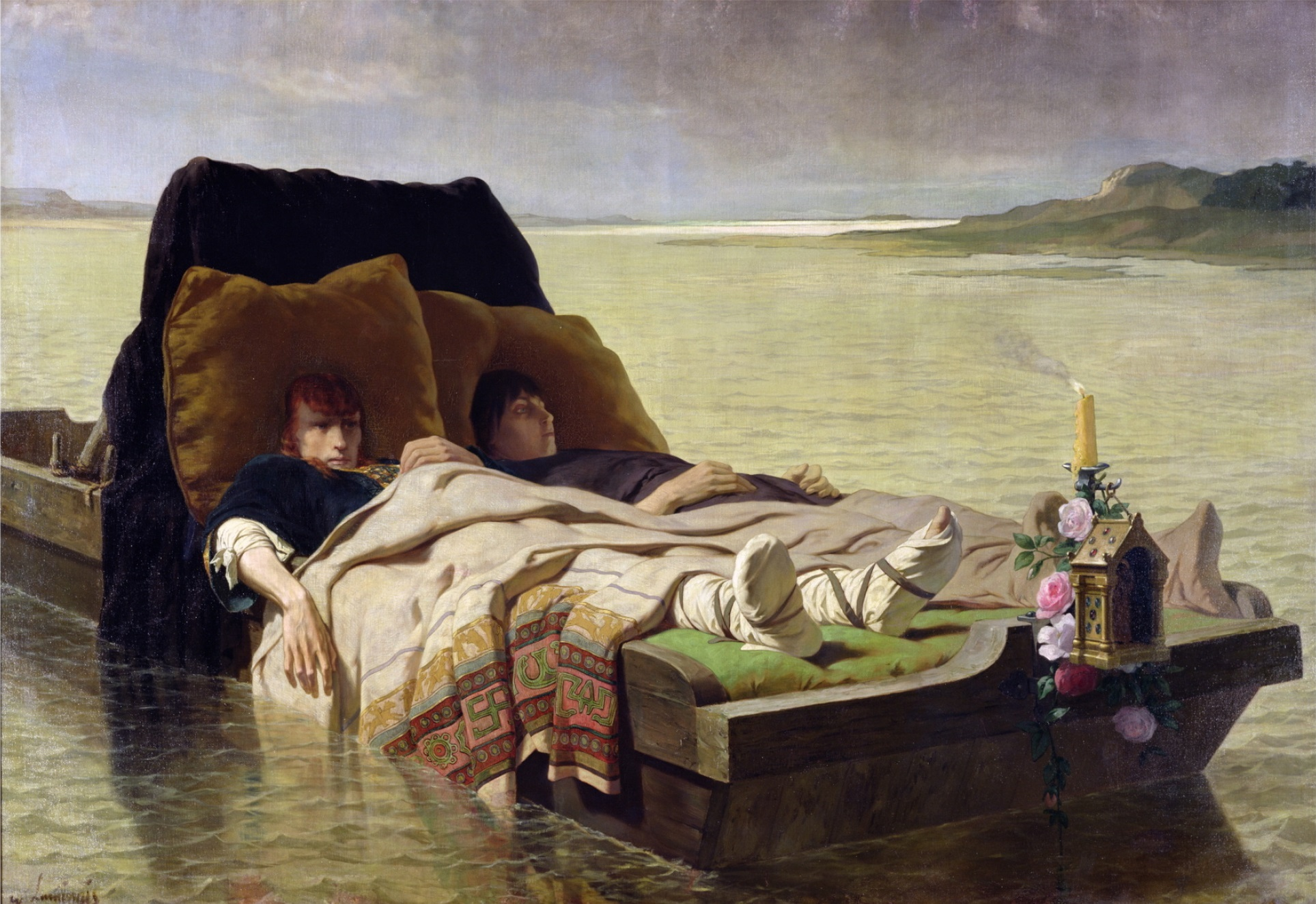
Quadro del pittore Évariste-Vital Luminais, del (1880), rappresentante Les Énervés de Jumièges

- Clotario (650-673), che fu re di Neustria e di Borgogna;
- Teodorico (651-691), che fu re di Neustria e di Borgogna e poi anche di Austrasia;
- Childerico ( ca. 652-675), che fu re di Austrasia.

## Leggenda degli snervati di Jumièges
Poiché due dei suoi tre figli, tra cui il maggiore, si erano ribellati alla madre Batilde, che reggeva le sorti del regno durante un suo pellegrinaggio in Terra santa, al suo ritorno, dopo averli sconfitti, li condannò a morte, ma per l'intercessione di Batilde, su suo suggerimento li condannò al supplizio dello snervamento (facendo cioè bruciare loro i legamenti nervosi, i tendini, delle gambe). Dopo il supplizio, essendo i due giovani deboli e handicappati, chiesero di essere ricoverati in un monastero: non sapendo scegliere il luogo Batilde si affidò alla sorte: fece costruire una zattera, vi pose sopra i due figli e la lasciò libera nella corrente della Senna. La zattera si fermò a Jumièges, dove san Filiberto li vide e riconoscendo i loro abiti regali li accolse in monastero dove presero i voti.
Si tratta di una leggenda, senza alcun fondamento storico, in quanto Clodoveo II non andò mai in Terra santa, mori giovane, quando i figli erano ancora bambini e poi le cronache ci hanno tramandato che tutti e tre i figli regnarono, quindi due di loro non potevano essere handicappati.
Alla leggenda, che si concluse nell'abbazia di Jumièges (da qui il nome, Gli snervati di Jumièges) fa riferimento anche da Marcel Proust in Alla ricerca del tempo perduto.

## Ascendenza
|             |   |                     | Genitori            |  |  | Nonni |  |  | Bisnonni     |  |  | Trisnonni    |  |
|             |   |                     |                     |  |  |       |  |  | Chilperico I |  |  | Chilperico I |  |
|             |   |                     |                     |  |  |       |  |  | Chilperico I |  |  | Chilperico I |  |
|             |   | Aregonda            |                     |  |  |       |  |  | Chilperico I |  |  |              |  |
| Clotario II |   |                     |                     |  |  |       |  |  | Chilperico I |  |  |              |  |
|             |   | Fredegonda          | …                   |  |  |       |  |  |              |  |  |              |  |
|             |   | Fredegonda          | …                   |  |  |       |  |  |              |  |  |              |  |
|             |   | Fredegonda          | …                   |  |  |       |  |  |              |  |  |              |  |
| Dagoberto I |   | Fredegonda          |                     |  |  |       |  |  |              |  |  |              |  |
|             |   | Ricomero ?          | …                   |  |  |       |  |  |              |  |  |              |  |
|             |   | Ricomero ?          | …                   |  |  |       |  |  |              |  |  |              |  |
|             |   | Ricomero ?          | …                   |  |  |       |  |  |              |  |  |              |  |
| Bertrude    |   | Ricomero ?          |                     |  |  |       |  |  |              |  |  |              |  |
|             |   | Gertrude di Hamage? | Teodobaldo di Douai |  |  |       |  |  |              |  |  |              |  |
|             |   | Gertrude di Hamage? | Teodobaldo di Douai |  |  |       |  |  |              |  |  |              |  |
|             |   | Gertrude di Hamage? | …                   |  |  |       |  |  |              |  |  |              |  |
| Clodoveo II |   | Gertrude di Hamage? |                     |  |  |       |  |  |              |  |  |              |  |
|             | … | …                   |                     |  |  |       |  |  |              |  |  |              |  |
|             | … | …                   |                     |  |  |       |  |  |              |  |  |              |  |
|             | … | …                   |                     |  |  |       |  |  |              |  |  |              |  |
| …           | … |                     |                     |  |  |       |  |  |              |  |  |              |  |
|             |   | …                   | …                   |  |  |       |  |  |              |  |  |              |  |
|             |   | …                   | …                   |  |  |       |  |  |              |  |  |              |  |
|             |   | …                   | …                   |  |  |       |  |  |              |  |  |              |  |
| Nantechilde |   | …                   |                     |  |  |       |  |  |              |  |  |              |  |
|             |   | …                   | …                   |  |  |       |  |  |              |  |  |              |  |
|             |   | …                   | …                   |  |  |       |  |  |              |  |  |              |  |
|             |   | …                   | …                   |  |  |       |  |  |              |  |  |              |  |
| …           |   | …                   |                     |  |  |       |  |  |              |  |  |              |  |
|             |   | …                   | …                   |  |  |       |  |  |              |  |  |              |  |
|             |   | …                   | …                   |  |  |       |  |  |              |  |  |              |  |
|             |   | …                   | …                   |  |  |       |  |  |              |  |  |              |  |
|             |   | …                   |                     |  |  |       |  |  |              |  |  |              |  |

### Fonti primarie
- (LA)  Fredegario, FREDEGARII SCHOLASTICI CHRONICUM CUM SUIS CONTINUATORIBUS, SIVE APPENDIX AD SANCTI GREGORII EPISCOPI TURONENSIS HISTORIAM FRANCORUM.
- (LA)  Annales Marbacenses.
- (LA)  Monumenta Germaniae historica: Regum Merawingiorum Genealogiae.
- (LA)  Monumenta Germaniae historica: Chronicon Moissiacensis.

### Letteratura storiografica
- Christian Pfister, La Gallia sotto i Franchi merovingi. Vicende storiche, in Storia del mondo medievale - Vol. I, Cambridge, Cambridge University Press, 1978,  pp. 688-711.